# 户部宝钞案
戶部寶鈔案，也称五宇官钱铺案、戶部五宇钞票案，發生於咸豐八年（1858年）冬，戶部尚書肅順查辦寶鈔處宇字官號舞弊案。
咸豐初年時因太平天國之亂，户部因军兴财匮，清廷决定由户部设立宝钞处和官钱总局发行大量钞票。当时有“乾”字编号的钱局四处，“宇”字编号五处。肃顺检驗财政时，发现“宇”字五号局欠款和官钱总局的账面不符，最後抄查家产数十家，甚至牽連到翁同龢的父翁心存以及周祖培等重臣，最後翁心存辭官。此案因牽連太廣，恭亲王奕訢刻意維護朝廷舊臣，最後不了了之。